# Ritratto di Agatha Bas
Ritratto di Agatha Bas è un dipinto a olio su tela (105,2x83,9 cm) realizzato nel 1641 dal pittore Rembrandt Harmenszoon Van Rijn.
Fa parte della Collezione Reale della famiglia inglese ed è conservato a Buckingham Palace a Londra.
L'opera è firmata e datata "REMBRANDT. F 1641" ed iscrizione "AE29".
Da uno sfondo scuro e indefinito emerge una figura femminile: Agatha Bas, moglie di Nicolaes Van Bambeeck, ricco mercante di tessuti. La posa non è convenzionale: la donna sembra appoggiarsi al bordo destro della tela, che nasconde buona parte della sua mano sinistra. La mano destra regge un ventaglio prezioso. L'abbigliamento distingue la classe agiata della donna, con la sopravveste di ricco velluto, ornata da costosissimi merletti, e una veste finemente ricamata.
Il ritratto è stato eseguito assieme a quello del marito: nel 1814 presero definitivamente strade diverse, questo per Londra, quello di Nicolaes per Bruxelles, dove si trova tuttora.